# Tommy Krappweis

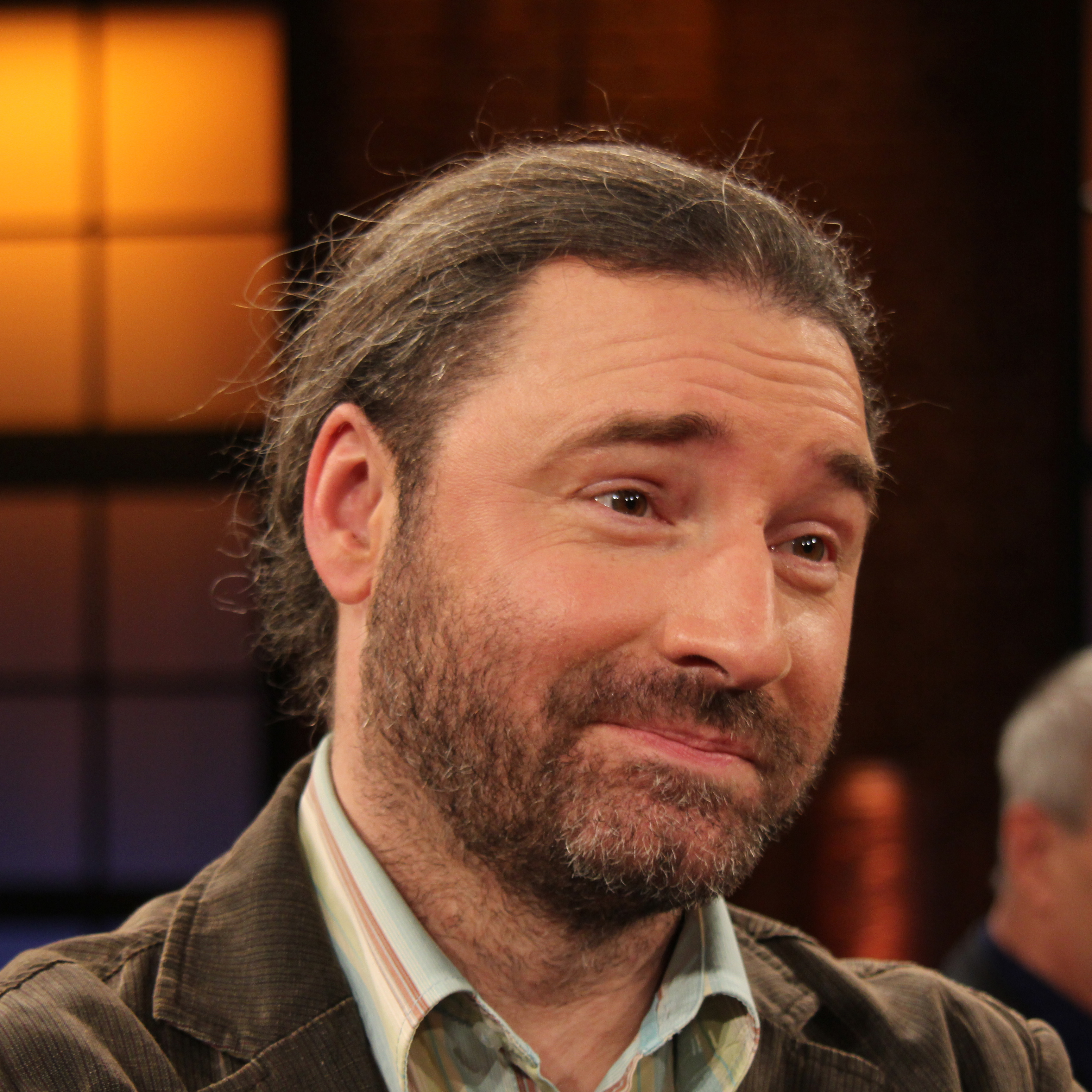
Tommy Krappweis, 2012

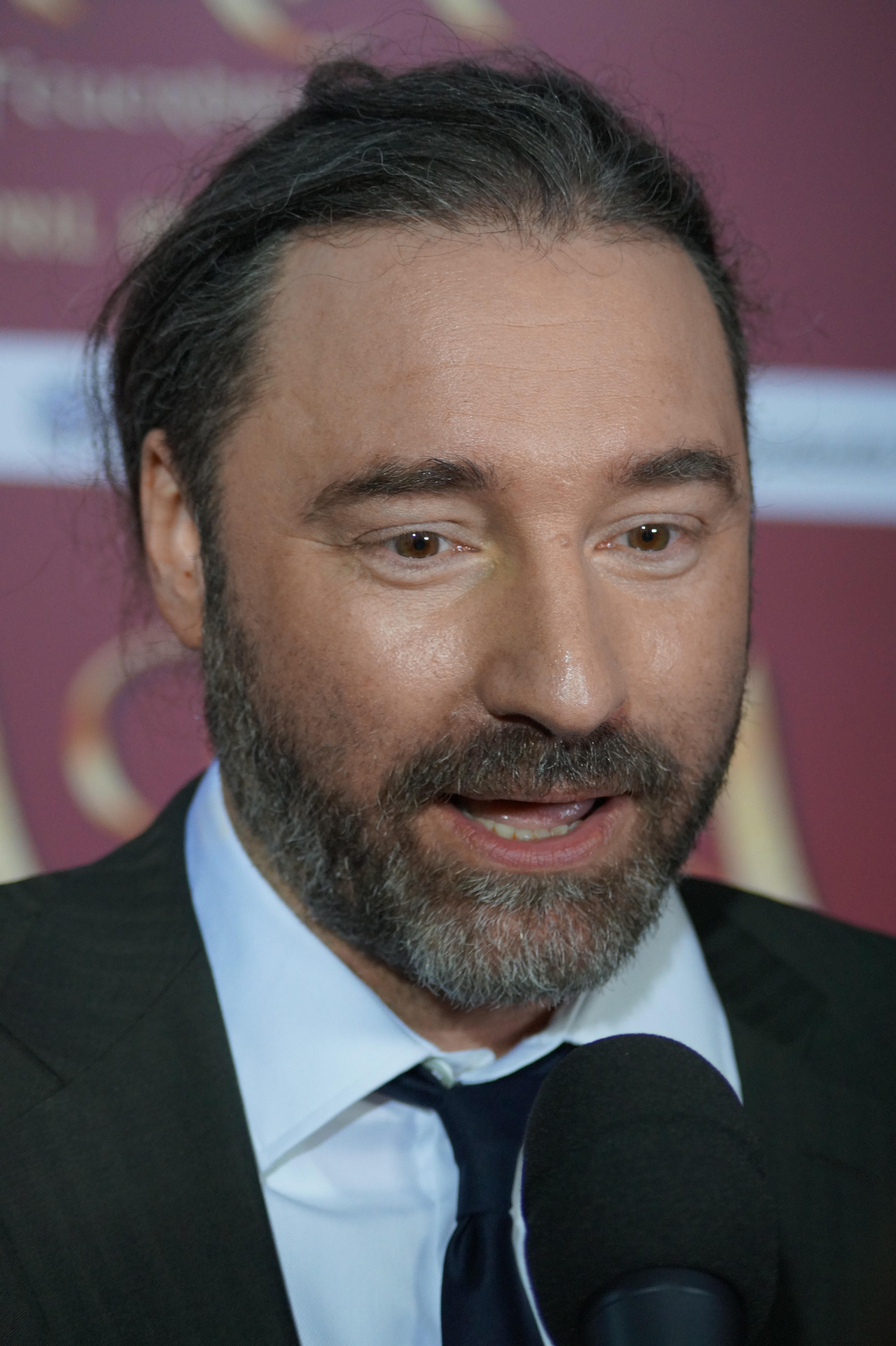
Tommy Krappweis bei der Premiere von Mara und der Feuerbringer am 29. März 2015 im Cinedom

Thomas „Tommy“ Krappweis (* 9. Mai 1972 in München) ist ein deutscher Autor, Komiker, Regisseur, Produzent, Stuntman und Musiker.
Bekannt wurde er als Ensemblemitglied der Comedy-Reihe RTL Samstag Nacht, der er von 1995 bis 1998 angehörte, und als Erfinder der KiKA-Figur Bernd das Brot, für die er 2004 den Adolf-Grimme-Preis erhielt. Neben seiner Tätigkeit als Drehbuchautor, Regisseur und Film- und Fernsehproduzent schreibt er seit 2009 auch Kinder- und Jugendliteratur und autobiografische Bücher. Den ersten Band seiner Fantasy-Trilogie Mara und der Feuerbringer hat er 2013 selbst verfilmt. Er ist Gründer und Geschäftsführer der in Otterfing bei München ansässigen Produktionsfirma bumm film.

## Kindheit und Jugend
Tommy Krappweis ist in München-Neuperlach geboren und aufgewachsen. Er hat einen sechs Jahre jüngeren Bruder namens Nico. Sein Vater Werner Krappweis, ein passionierter Sportler und mehrfacher Bayerischer Meister auf dem Rennrad, war Automechanikermeister bei der Post, seine Mutter Karin Gymnastiklehrerin. Über die manchmal lebensbedrohlichen Kindheitserlebnisse mit seinen wildcamping- und sportbegeisterten Eltern schrieb Krappweis später mit seinem Vater zwei autobiografische Bücher.
Sein kreatives Talent zeigte sich früh: Erstmals auf der Bühne stand er als Zweitklässler in der Rolle des Karl Valentin im Sketch Im Zoologischen Garten, in der dritten Klasse schrieb er das Theaterstück Pumuckl und die Grippetabletten und drehte seinen ersten Stop-Motion-Film auf Super-8. Mit 14 Jahren sprach er in verschiedenen Kinderhörspielen. Nach dem Realschulabschluss besuchte Krappweis die Münchner Fachoberschule für Gestaltung, stellte eigene Comics aus und machte Straßenmusik in der Münchner Fußgängerzone. Er spielte Schlagzeug und Gitarre und sang in den Bands The Medleys und Ricky’s Rockers.
Nach dem Abschluss der Fachoberschule arbeitete Krappweis in der Westernstadt No Name City, einem Freizeitpark in Poing bei München. Dort trat er in der Saloonshow täglich mehrmals auf – er sang, tanzte und übte sich als Miss Annie Oakley, die großartige Scharfschützin, im Zielschießen. Er begleitete später den über Land tingelnden Western-Zirkus Red Grizzly Saloon, schrieb und choreographierte die Stuntshows und arbeitete im Hansa-Park als Buster-Keaton-Double und Stuntman. Über diese Zeit schrieb er später – zusammen mit dem Gründer von No Name City – das Buch Vier Fäuste für ein blaues Auge.

## Karriere

### Fernsehen
Krappweis begann als Schauspieler und Moderator, arbeitet heute aber hauptsächlich als Regisseur, Drehbuchautor und Produzent. Gelegentlich ist er noch in kleinen Rollen in Bernd das Brot zu sehen oder als Sprecher zu hören. Eine erste kleine Fernsehrolle hatte er im Alter von 16 Jahren in Forsthaus Falkenau. Die erste richtige Rolle spielte er 1993 in der ZDF-Serie SOKO 5113. Drei Jahre später wurde er noch einmal für diese Serie engagiert. 1994 moderierte Tommy Krappweis sieben Monate lang das Jugendmagazin Disney TV für RTL und arbeitete dafür auch im Walt Disney World Resort in Florida.

#### RTL Samstag Nacht
Vom Herbst 1995 bis zum 30. April 1998 war Krappweis bei RTL Samstag Nacht zu sehen, wo er immer öfter den Platz hinter der Kamera einnahm sowie schrieb, drehte und schnitt. Zusammen mit den Autoren Holger Schmidt, Ralf Betz und seinem Kollegen Mirco Nontschew erfand er die Serie Far Out, in der die Extremsportarten-Welle parodiert wurde, und nahm so spätere Entwicklungen wie Jackass vorweg, die sich ein paar Jahre später als reale Sendung auf MTV etablierten.
Mit Wigald Boning drehte Krappweis im letzten Jahr der Show mehrere Einspieler in Eigenregie. Während der Zeit bei RTL Samstag Nacht nahm man wegen Far Out eher Mirco Nontschew und Krappweis als Team wahr, aber mit Wigald Boning arbeitet Krappweis bis heute immer wieder zusammen.
Krappweis gründete im letzten Jahr von RTL Samstag Nacht die Produktionsfirma bumm film GmbH, um zunächst mit Wigald Boning und dem Autor und Regisseur Matthias Edlinger selbst Einspieler zu drehen und fertig geschnitten und vertont dort abzuliefern. Er war der Regisseur von Stefan Raabs Video Schlimmer Finger (Co-Regie: Matthias Edlinger) und war bis 2004 nur selten vor der Kamera zu sehen. So hatte er 1998 einen Gastauftritt mit Mark Weigel in der RTL-Serie Das Amt.

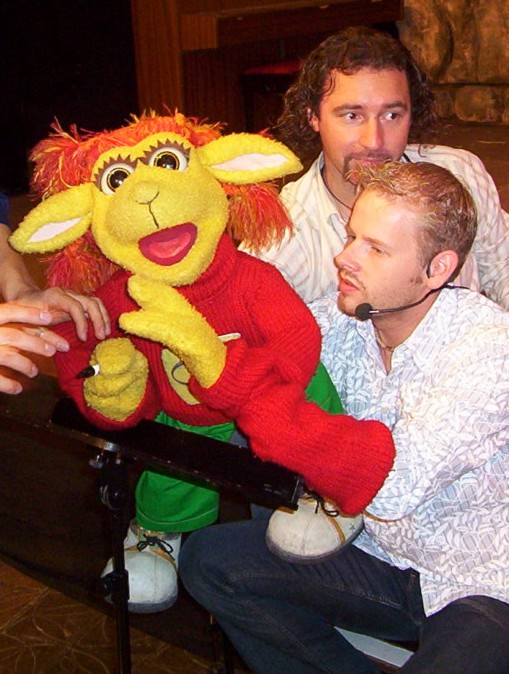
Tommy Krappweis und Erik Haffner mit der Handpuppe Chili das Schaf, 2004

#### Bernd das Brot
Krappweis ist manchmal zusammen mit Bernd dem Brot auf KiKA zu sehen. Bernd das Brot und seine Freunde Briegel der Busch und Chili das Schaf wurden von Norman Cöster, Tommy Krappweis und Erik Haffner erfunden. Bernd das Brot hat seinen Ursprung in einem gemeinsamen Essen von Cöster und Krappweis in einem italienischen Restaurant, wo vor dem Essen Brot in einem Korb gereicht wurde. Der Legende nach zeichnete Krappweis seinen Kollegen Norman als Brot auf einen Quittungsblock. Diese Zeichnung wurde in der Deutschen Kinemathek in Berlin zusammen mit anderen Original-Exponaten im Rahmen der Ausstellung Helden öffentlich gezeigt.
TV-Formate mit Bernd das Brot für KiKA waren/sind unter anderem Tolle Sachen (2000–2002), Chili TV (2001–2005), Berndivent (2006), Bernd das Brot (2007–2009) und die Nachtschleife, in denen Bernd als lebendiges Testbild diversen gesellschaftlichen Trends unterworfen wird, die er entsprechend seinem Charakter alle „Mist“ findet. Für KiKA produzierte die bumm film GmbH außerdem die Sendungen Toms Test (1999), Dr. Spätsommer, Hannes & Micha.

#### Join The Club
Im Jahre 2001 stellte Krappweis’ Firma für den TV-Sender Suntv die Comedy-Show Join The Club mit Einspielern im „Edel-Trash“-Stil her. Die Show nahm die Stilistik des User-generated content von YouTube vorweg. Einspieler wurden oft nicht gescriptet, es wurde nur aufgrund einer Grundidee gedreht. Eine Art „Best of“ mit den „am wenigsten verstörenden Sketchen“ (Krappweis) lief auf Comedy Central Deutschland. Inzwischen ist die bumm film GmbH nicht mehr auf Trash-TV abonniert. 16 feste Mitarbeiter arbeiten in den verschiedenen Abteilungen für Schnitt, Ton/Synchro/Musik, Drehbuch/Regie, Produktion oder Visual Effects.

#### Märchenstunde
Für ProSieben und die Rat Pack Filmproduktion fungierte Krappweis als Regisseur, Autor und Headwriter bei der ProSieben Märchenstunde. In der Folge Frau Holle wird das Brot im Ofen entsprechend auch von Bernd dem Brot verkörpert.
Die bumm film GmbH lieferte für die Märchenstunde Schnitt, Audiogestaltung und in der zweiten Staffel auch die Visual Effects. In der slapstick-lastigen Folge Froschkönig ist Krappweis als Ritter Güldenstern vor der Kamera zu sehen. Von der bumm film GmbH war Regisseur und Autor Erik Haffner an der Märchenstunde beteiligt. Autor und Schauspieler Norman Cöster zeichnete für mehrere Drehbücher verantwortlich.

#### ProSieben Funny Movies
Für die Filmreihe ProSieben Funny Movie lieferte Tommy Krappweis mehrere Drehbücher und Drehbuchüberarbeitungen. Aus seiner Firma bumm film GmbH kam zudem ein Teil der Visual Effects, des Sounddesigns und der Musiken. Für die Rambo-Parodie Rookie – Fast platt mit Axel Stein in der Hauptrolle erledigte die bumm film GmbH für RatPack Filmproduktion Drehdurchführung, Drehbuch/Regie (T.K.) und Postproduction.

#### Das Vorzelt zur Hölle
Die 12-teilige TV-Serie zu Tommy Krappweis’ Buch Das Vorzelt zur Hölle lief auf dem österreichischen Fernsehsender Servus TV ab dem 29. April 2012. Sowohl im Buch als auch in der Serie kommt Krappweis’ Vater Werner Krappweis zu Wort. Die Serie wurde nach fünf erfolgreich ausgestrahlten Folgen abgesetzt, da sich der Sender konzeptionell veränderte. Daraufhin entschied Krappweis, die komplette Serie auf DVD bei Turbine Medien herauszubringen. 2016 wurden die ersten vier Folgen der Serie beim Bezahlcontent Massengeschmack-TV im Internet gezeigt. Tommy Krappweis hat sich inzwischen von dem Portal und dem Betreiber aufgrund inhaltlicher Differenzen distanziert.

#### Kohlrabenschwarz
Aus der Hörspielserie von Tommy Krappweis und Christian von Aster und der Romanfassung von Sophia Krappweis entstand die gleichnamige Streamingserie für den Streamingdienst Paramount+. Die Premiere fand am 1. Juni 2023 im ARRI Kino München statt. Die Kritiken von Presse und Zuschauern zur ersten Staffel fielen sehr positiv aus. Aufgrund des Zuspruchs ist „eine zweite Staffel wahrscheinlich, aber noch nicht offiziell.“ so Tommy Krappweis in einem seiner Livestreams auf WildMics.

### Film

#### Mara und der Feuerbringer
Bereits beim Schreiben der Romane hatte Tommy Krappweis, laut eigener Aussage, eine Verfilmung seiner Fantasy-Trilogie im Kopf. Gemeinsam mit dem Produzenten Alexander Dannenberg konnte er den Sender RTL als Partner für die Verfilmung des ersten Buchs gewinnen. Das Drehbuch schrieb Krappweis selbst in Zusammenarbeit mit dem Dramaturgen Sebastian Voß. Regie führte ebenfalls der Autor selbst. Produziert wurde der Film von Christian Becker und seiner Rat Pack Filmproduktion, den Verleih übernahm Constantin Film. Die Postproduktion übernahmen Krappweis’ Firma bumm film GmbH und deren Tochterfirma BigHugFX, die 2013 extra für das Filmprojekt gegründet wurde. Die Realisierung der Spezialeffekte wurde angeleitet von VFX Supervisor John Nugent, in dessen Vita sich Genreproduktionen wie die Verfilmungen von Der Herr der Ringe, Die Chroniken von Narnia oder Matrix finden. Die Titelrolle der Mara Lorbeer spielt Lilian Prent. In weiteren Rollen sind Jan Josef Liefers, Esther Schweins und Christoph Maria Herbst zu sehen. Erste Ausschnitte aus dem Film wurden im Oktober 2013 auf der Fantasy-Convention Ring*Con vorgeführt. Premiere war am 29. März 2015 in Köln, Kinostart am 2. April 2015.
Das von Krappweis gegründete VFX-Studio BigHugFX, das von VFX Producer Benedikt Laubenthal geführt wird, produziert Visuelle Effekte für Film, Fernsehen und Werbung und ist auf dem nationalen und internationalen Markt tätig. Zu den bekanntesten Produktionen, an denen das Studio beteiligt war, gehören die preisgekrönte Comedy-Reihe Sketch History, Creed – Rocky’s Legacy, die Neuverfilmung von Die glorreichen Sieben und die Serien Pastewka und Lost in Space – Verschollen zwischen fremden Welten. Bis Juni 2018 leitete Krappweis gemeinsam mit Laubenthal das Unternehmen, schied dann aber als Geschäftsführer aus.

### Buchautor

#### Der kleine große Paul
Tommy Krappweis’ erste Arbeit als Buchautor war die vierteilige Kinderbuch-Serie um einen Jungen, der sich mit Hilfe einer magischen Taschenuhr für etwa eine Stunde in einen Erwachsenen verwandeln kann. Allerdings nur äußerlich, denn „innen“ bleibt er nach wie vor der zehnjährige Paul. Die vier Bände erschienen 2010 und 2011 im Franz Schneider Verlag.

#### Mara und der Feuerbringer
Im September 2009 wurde Krappweis’ erster Roman Mara und der Feuerbringer ebenfalls vom Franz Schneider Verlag veröffentlicht. Es ist der erste Band einer Fantasy-Trilogie rund um die 14-jährige Mara Lorbeer, die einfach nur normal und unauffällig sein möchte, dann aber erfährt, dass ausgerechnet sie die drohende Götterdämmerung aufhalten soll.
Das Buch ist „eine Mischung aus Harry Potter, Da Vinci Code/Sakrileg und germanischer Mythologie“. Um alle Fakten über die Germanen und ihre Religion auf dem neuesten Stand der Wissenschaft präsentieren zu können, arbeitete Tommy Krappweis für das Projekt mit dem Skandinavisten Rudolf Simek von der Universität Bonn zusammen, der auch den Anhang mit Namens- und Begriffserklärungen geschrieben hat.
Band II Mara und der Feuerbringer – Das Todesmal erschien 2010. Die Präsentation fand im Museum und Park Varusschlacht im Osnabrücker Land, auch bekannt als Museum und Park Kalkriese, statt, da dieses Museum in dem Buch eine bedeutende Rolle spielt. Weitere real existierende Schauplätze der Trilogie sind unter anderem die Münchner Ludwigsbrücke, das Forsthaus im Mühlthal bei Starnberg und das Hermannsdenkmal in Detmold.
Band III trägt den Titel Mara und der Feuerbringer – Götterdämmerung und schließt die Trilogie ab. Erscheinungsdatum war Oktober 2011.
Ende 2018 erschien eine von Krappweis vollständig überarbeitete und erweiterte Neuausgabe der Trilogie als limitierte Extended Collectors Edition. Ergänzt wurde die Sonderausgabe durch einen Extraband mit Bonusmaterial zur Entstehung der Bücher und des Films, einem Glossar und einer Mara-Kurzgeschichte.
Seit 2017 arbeitet Krappweis an einer Fortsetzung der Mara-Trilogie. Arbeitstitel der neuen Trilogie ist Mara und die Wolfsbrüder. Ausgangspunkt der Geschichte sei, laut Tommy Krappweis, das Schicksal des Fürstensohns Thumelicus und der Mythus der Berserker.

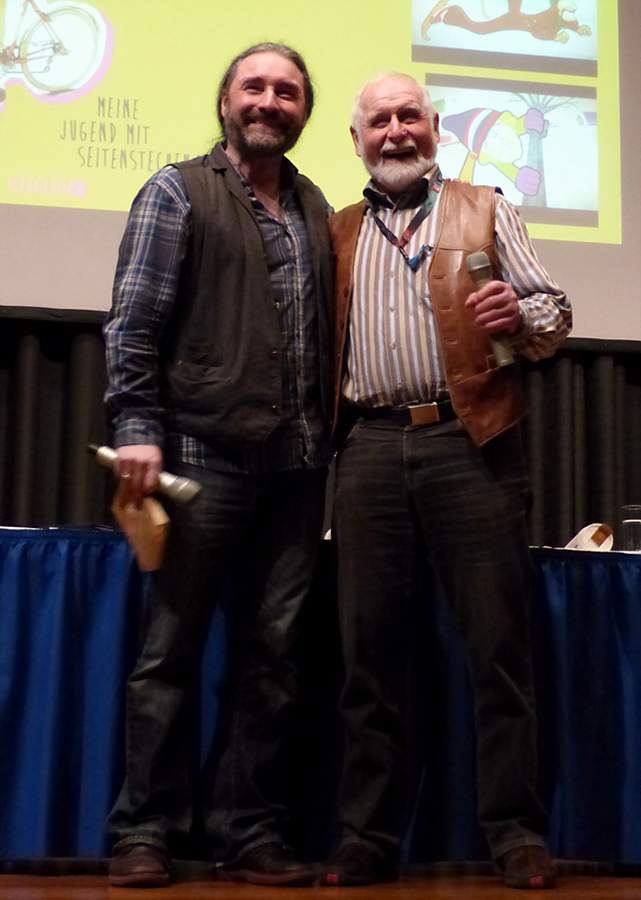
Tommy und Werner Krappweis auf einer Lesung aus dem gemeinsamen Buch Sportlerkind.

#### Das Vorzelt zur Hölle
Ende Februar 2012 erschien im Verlag Droemer Knaur sein erstes autobiografisches Buch Das Vorzelt zur Hölle, das er zusammen mit seinem Vater Werner Krappweis schrieb. Es ist eine humorvolle Beschreibung der Camping-Urlaube seiner Kindheit in den siebziger Jahren. Vater und Sohn schildern abwechselnd, jeder aus seiner Sicht, die oft skurrilen und manchmal auch lebensbedrohlichen Erlebnisse während der Wildcamping-Urlaube an steinigen Stränden und fernab zivilisatorischer Errungenschaften. Wobei der abenteuerlustige Vater die Dinge ganz anders sieht als der campinghassende Sohn. Das Buch hielt sich 18 Wochen in der Spiegel-Bestsellerliste, mit bester Platzierung 21.

#### Vier Fäuste für ein blaues Auge
Das Buch Vier Fäuste für ein blaues Auge, ebenfalls bei Droemer Knaur erschienen, enthält die Erinnerungen von Tommy Krappweis und Heinz Bründl, dem Gründer des Western-Freizeitparks No Name City in Poing bei München. Darin berichten beide über ihre Zeit in No Name City, wo Krappweis mehrere Jahre als Stuntman und Stunt Coordinator arbeitete und in den Bühnenshows auftrat. Erscheinungsdatum war August 2013.

#### Ghostsitter
Die Buch- und Hörspielfantasyreihe für Kinder ab acht Jahren erzählt von dem anfangs vierzehnjährigen Tom Röschenberg, der eine Geisterbahn erbt, in der die Geister und Monster echt sind. Als Ghostsitter muss er nicht nur die liebenswerten, aber chaotischen Untoten geheim halten, sondern auch noch Gegenspieler Zoracz davon abhalten, ihm die Geisterbahn abspenstig zu machen. Der erste Buchband mit dem Titel Ghostsitter: Geister geerbt erschien im Oktober 2015, Band 2 Vorsicht! Poltergeist! im Mai 2016. Im November 2016 folgte der dritte Band Hilfe, Zombie-Party!, der 2017 für den Deutschen Phantastik Preis nominiert war. Band 4 Schreck im Spiegelkabinett wurde im Frühjahr 2017 veröffentlicht.
Seit Oktober 2017 erscheinen die Ghostsitter-Bände auch als Hörspielreihe, produziert von Amazon Music, Audible und der bumm film, die die Hörspiele auch vertont. Die Hörspielfassungen schreibt Krappweis selbst, der bei allen Hörspielen auch die Regie übernahm, und zusammen mit der YouTuberin Bina Bianca den Titelsong singt. Darüber hinaus ist er auch als Sprecher beteiligt. Des Weiteren gehören zum Cast u. a. Christoph Maria Herbst, Hugo Egon Balder, Wigald Boning, Kai Taschner, Paulina Rümmelein und Bernhard Hoëcker. Die Hauptrolle Tom wird von Felix Strüven gesprochen. Die erste Staffel umfasste die Bände 1 und 2, die zweite Staffel, erschienen im Frühjahr 2018, die Bände 3 und 4. Der fünfte und bisher letzte erschienene Band wurde Anfang 2019 als Staffel 3 veröffentlicht. Mit Staffel 4 erschien im April 2019 die erste nur als Hörspiel veröffentlichte Fortsetzung der Buchreihe.
Weitere Folgen seit Staffel 5 werden in Spielfilmlänge veröffentlicht.
Zusätzlich zur Staffel 5 der Hauptreihe der Hörspiele wurde am 27. Dezember 2019 das erste Spin-Off Die phantastischen Fälle des Rufus T. Feuerflieg – Kreszenzia kommt veröffentlicht, welches zu den Ghostsitter Stories zählt.
Die Ghostsitter-Reihe wurde mehrfach mit dem LovelyBooks Leserpreis ausgezeichnet. Band 1 gewann 2015, Band 4 im Jahr 2017 den dritten Preis in der Kategorie „Kinderbuch“. In der Kategorie „Hörbuch“ erhielt ebenfalls 2017 das Hörspiel den Leserpreis in Silber.

#### Sportlerkind
Sportlerkind ist das dritte autobiografische Buch und schließt an das Werk Das Vorzelt zur Hölle an. Es erschien im April 2016 und wurde, wie der Vorgänger, wieder gemeinsam von Tommy Krappweis und seinem Vater Werner geschrieben. Darin berichten beide, aus ihrer Sicht und auf humorvolle Weise, von den zum Scheitern verurteilten Versuchen des sportbegeisterten Vaters den stubenhockenden Sohn, der viel lieber in seinem Zimmer saß, las oder mit Lego spielte, ebenfalls zum Leistungssportler und Rennradfahrer zu erziehen.

#### Weitere Werke
- Tommy Krappweis, Annette Jung, Wolfgang Lünenschloß (Hrsg.): Bernd das Brot. (= Ki.KA-Buchreihe). Pattloch, München 2004, ISBN 3-629-10032-5.

Tommy Krappweis arbeitet seit 2013 an einer Neuerzählung der Sagen um den Berggeist Rübezahl. Die bumm film drehte über das Thema eine Dokumentation, die von der Thüringer Staatskanzlei gefördert wurde.
Im Mai 2017 erschien im Piper Verlag das erste Buch des bayerischen Comedians Harry G Unter Deppen. Vom Leben mit den Isarpreißn und anderen Rindviechern, bei dem Krappweis Mitautor ist.
Ebenfalls Mitautor ist er beim zweiten Buch des YouTubers Florian Mundt, alias LeFloid. Die Biografie Willkommen im Real Life entstand aus einem langen Interview von Krappweis mit Mundt und erschien 2018 im Piper Verlag. Für Ein Leben mit Autismus – die etwas andere Anthologie schrieb er 2012 das Vorwort.

### Hörspiele
Seit 2017 produziert Krappweis’ Produktionsfirma bumm film im Auftrag von Audible Studios auch Hörspiele, die im hauseigenen Tonstudio aufgenommen werden. Unter anderem entstanden dort seitdem die Hörspielfassungen der Zwerge-Romanreihe von Markus Heitz, an der Krappweis auch als Sprecher beteiligt ist, und der Peter Grant-Reihe von Ben Aaronovitch. Krappweis schrieb die Hörspielfassungen seiner Kinderbuchreihe Ghostsitter, die seit 2017 erscheinen, und des Kinderbuchs Bill Bo und seine sechs Kumpane von Josef Göhlen, das unter dem Titel Bill Bo und seine Bande 2018 veröffentlicht wurde. Eine 2. Staffel erschien im Frühjahr 2019. Zum Sprecherensemble gehören u. a. Maddin Schneider als Bill Bo, Michael Kessler, Paulina Rümmelein und Thomas Nicolai. Krappweis übernahm bei beiden Hörspielreihen die Regie und ist selbst auch als Sprecher in verschiedenen Rollen zu hören, so als Zombie Wombie in Ghostsitter und als Ungar, Reiher Wally und Esel in Bill Bo und seine Bande. 2020 schrieb Krappweis mit Albert Bozesan und Robert Sladeczek das Comedy-Hörspiel JOUR FIXE – Die Startupper über das fiktionale Start-up-Unternehmen Redando. In den Hauptrollen sind Anna Jung, Marti Fischer, Arlett Drexler sowie die Co-Autoren Bozesan und Sladeczek zu hören. Krappweis führte auch hier die Regie. Die erste Staffel erschien in der App FYEO von ProSieben.

### Live-Programme
Aus den Lesungen zu Mara und der Feuerbringer entwickelte sich im Lauf der Zeit ein eigenständiges Comedyprogramm mit dem Schwerpunkt nordische und germanische Mythologie, der Entstehungsgeschichte der Trilogie Mara und der Feuerbringer und Anekdoten aus Tommy Krappweis’ ungewöhnlichem Lebenslauf. Das Programm hat den Titel Und Jesus sprach: Macht was mit Hasen… und spielt auf die heidnischen Reste im heutigen Osterfest an.
Auf Basis der langjährigen Zusammenarbeit und aus diversen gemeinsamen Auftritten mit dem Skandinavisten Rudolf Simek, der als wissenschaftlicher Berater für die Romantrilogie Mara und der Feuerbringer und den gleichnamigen Film fungierte, entwickelte sich das Vortragsprogramm Fantasy & Wissenschaft, mit dem Krappweis und Simek auf Conventions und Literaturveranstaltungen auftreten und über ihre Zusammenarbeit, Germanen, nordische Mythologie und Phantastik erzählen.

### Webformate
2016 und 2017 veranstaltete Tommy Krappweis in unregelmäßigen Abständen Live-Videotalks zu politischen, gesellschaftlichen und popkulturellen Themen. Zur wechselnden Besetzung der Reihe Ferngespräch, in der aktuelle politische Fragen diskutiert wurden, gehörten neben Krappweis selbst die Comedians Wigald Boning und Bernhard Hoëcker und die Journalisten Fabian Siegismund und Sebastian Bartoschek. In der Reihe Geeksmeet diskutierte er mit dem Filmjournalisten Stefan Servos und Spieleredakteur Sven Vössing über Themen der Geek- und Nerdkultur. Alle Videotalks wurden live auf Krappweis’ Facebook-Account gestreamt und anschließend auf seinem YouTube-Kanal veröffentlicht.
Ende 2017 produzierte Tommy Krappweis’ Produktionsfirma bumm film für Rocket Beans TV das Comedy-Talk-Format bumm bei Beans, in dem Krappweis und die bumm-Film-Kollegen Norman Cöster und David Gromer in jeder Folge einen prominenten Gast begrüßten. Aufgezeichnet wurde die Sendung entweder im leeren Swimming Pool der bumm film oder live vor Publikum auf Veranstaltungen wie der Role Play Convention und der Gamescom. Zu den Gästen gehörten bisher u. a. Wigald Boning, Michael Kessler, Arlett Drexler, Filmkomponist Andreas Lenz von Ungern-Sternberg und Fabian Siegismund.
Zwischen März 2020 und Januar 2023 sprach er in der Reihe Ferngespräch jeden Dienstagabend auf dem Twitch-Kanal WildMics mit Alexa und Alexander Waschkau sowie wechselnden Gästen, darunter Holm Hümmler, Bernd Harder, Martin Moder, Lydia Benecke, Nicolas Wöhrl, Wigald Boning und Rudolf Simek, über Verschwörungsmythen, Esoterik und vergleichbare Thematiken aus einer skeptischen Sichtweise. Audioversionen der Livegespräche wurden im Feed des Hoaxilla-Podcasts veröffentlicht.
Der Titel des #ferngespräch Nachfolgeformats (ab dem 9. Februar 2022) lautet #nachsitzen. Der Talk findet ebenfalls jeden Dienstag um 20:00 live auf dem Twitchkanal WildMics statt. Die offizielle Beschreibung des Formats unter den VODs auf dem YouTube-Kanal der WildMics lautet: „Alexa, Alexander, Sophia und Tommy müssen #Nachsitzen. Dazu laden sie Experten, Betroffene oder einfach Menschen ein, von denen sie noch etwas lernen können. Während des Nachsitzens lassen sie sich Dinge erklären, stellen Fragen und ergründen neue Informationen. Es ist ein Nachfolgeformat bzw. eine Mutation des Formats #Ferngespräch. Audioaufnahmen der Livegespräche werden im Feed des Hoaxilla-Podcasts weiterhin als WildMics Special veröffentlicht.“
Neben dem Wunsch, auch Betroffene einzuladen und weniger aus der Meta-Ebene über Probleme zu sprechen, war auch die – durch die Besetzung des Panels und wiederholte Nennung des Vereins implizierte – Nähe zur GWUP Gesellschaft zur wissenschaftlichen Untersuchung von Parawissenschaften ein Grund für die Veränderung, da Tommy Krappweis „mit öffentlichen Äußerungen und Strömungen innerhalb der GWUP nicht einverstanden“ war und sich klar distanzieren wollte.
Viele regelmäßige Gäste des #ferngespräch wie Holm Hümmler sind auch beim #nachsitzen dabei. Zu den neuen regelmäßigen Gästen zählen Marina Weisband und Marcello V. Orlik vom Online Blog Volksverpetzer sowie Politikwissenschaftler Dirk van den Boom. Weitere Gäste waren u. a. Sarah Bosetti, Georg Restle und Gilda Sahebi.

### Musik

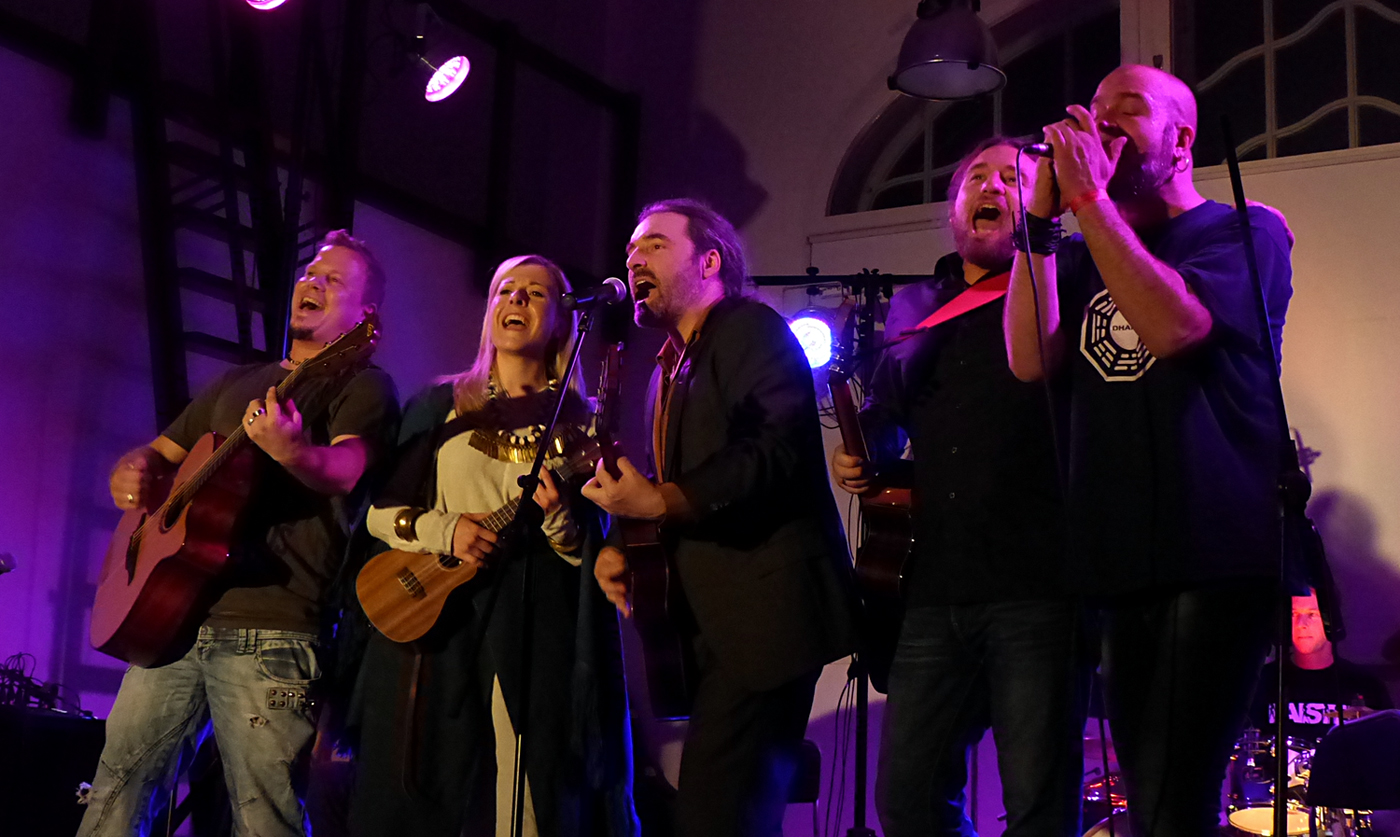
Tommy Krappweis mit seiner Band Harpo Speaks!!, Schandmaul und Bina Bianca auf dem bumm Event, 2015

Tommy Krappweis spielt und singt seit 1992 in der Band Harpo Speaks!!, einer „Sessionband“, die mit einem Pool aus bis zu 14 Musikern live auf der Bühne improvisierend zusammenspielt.
Für die ProSieben-Märchenstunde Rotkäppchen spielte die bumm-film-eigene Band den von Krappweis komponierten Song Weitab vom rechten Weg live im Studio ein. Für dieses Format sang Krappweis den Titelsong in Karel-Gott-Manier, der nach Motiven von Karel Svoboda gestaltet wurde.
Für das ProSieben Funny Movie Spiel mir das Lied und du bist tot! spielte Tommy Krappweis zusammen mit seinem Bruder Nico und dem Komponisten Andreas Lenz von Ungern-Sternberg bekannte Popsongs in westerntauglichen Bluegrass-Versionen nach und schrieb den Titelsong. The St. John Song, von Krappweis gesungen und bis dahin nur auf der DVD zu hören, wurde 2013 als Single veröffentlicht.
Mit dem Song Tanzt Das Brot war die bumm film GmbH 2003 mehrere Wochen in den Charts vertreten. Bernd das Brot schaffte es mit diesem Titel bis in die Top 40. Das Album Rockt Das Brot enthielt nicht nur Tanzt Das Brot, sondern unter anderem auch den Protestsong Ich Sage Nein, den Bernd das Brot zusammen mit seinen Erfindern bei der Grimme-Preis-Verleihung aufführte. Krappweis war an fast allen Liedern auf dem Album als Komponist beteiligt und schrieb für die meisten Titel die Texte.
Krappweis ist Texter der von Andreas Lenz von Ungern-Sternberg und Alexander Preu komponierten sogenannten „Hoppers-Hymne“ Ein echter wahrer Held, die in Folge 7 der Webserie Hoppers von Krappweis, Fabian Siegismund und Nino Kerl gesungen wurde. Der Song wurde seitdem in verschiedenen Fassungen aufgenommen. Die akustische Fassung im Shuffle-Rhythmus wurde von Tommy Krappweis mit seiner Band Harpo Speaks!! unter anderem auf dem Deutschen Computerspielpreis, der Ring*Con 2014 und auf der Gamescom 2014 live aufgeführt. Unterstützt wurde Krappweis bei den meisten Auftritten von einer Gruppe von ca. 20 Cosplayern und Fantasyfans. In Anlehnung an den Song nennt sich der Chor „Echte Wahre Helden“. 2015 erschien die EP Die Helden EP, die neben eigenen Titeln von Krappweis, die verschiedenen Versionen des Songs enthält, u. a. Fassungen mit der YouTuberin Bina Bianca und dem Rapper Heartshot. Sämtliche Erlöse aus dem Verkauf der EP gehen an den Flüchtlingskinderfonds des Deutschen Kinderhilfswerks.
Zusammen mit der Band Schandmaul und dem Filmorchester Babelsberg hat Tommy Krappweis zwei Versionen des „Heldensongs“ auf dem Soundtrack-Album seines Films Mara und der Feuerbringer veröffentlicht, wovon eine als Abspannsong des Films verwendet wird. Dabei wechselt er sich mit dem Schandmaul-Sänger Thomas Lindner, mit dem zusammen er den Text der Filmfassung des Songs geschrieben hat, beim Gesang ab. Zusätzlich sind auf dem Soundtrack noch zwei weitere von Schandmaul eingespielte Songs enthalten, für die Krappweis und Lindner den Text geschrieben haben. Alle vier Songs sind außerdem auf der Re-Edition des Schandmaul-Albums Unendlich veröffentlicht worden.
Für die Gamescom 2016, bei der Krappweis erstmals Künstlerischer Leiter des „Cosplay Village“ war, schrieb und produzierte er den ersten, offiziellen Gamescom-Song Celebration of the Game, den er gemeinsam mit Bina Bianca singt und auf der Gamescom mehrfach präsentierte. Das Musikvideo zum Song wurde ebenfalls auf der Gamescom gedreht. Aus der Zusammenarbeit mit Bina Bianca entstand das musikalische Team Bina & Tommy, das die EP Celebration of the Game herausgebracht hat, die neben verschiedenen Versionen des Gamescom-Songs u. a. auch ein selbst geschriebenes Lied von Bina Bianca enthält.
2016 schrieb Krappweis, ein engagierter Gegner von Verschwörungstheorien, einen Song über den Dunning-Kruger-Effekt, den Dunning Kruger Blues. 2019 folgte mit #EntdummDich ein weiteres Lied, mit dem er sich gegen Fake News, Rassismus und Impfgegner wendet. Während der Coronapandemie kam 2020 auch eine aktualisierte Version des Dunning Kruger Blues als "Corona Edition 2020" heraus.

## Privatleben
Tommy Krappweis hat eine Tochter und zwei Stiefsöhne. Er lebt mit seiner Frau Sophia in der Nähe von München. In erster Ehe war er mit der Schauspielerin Sabine Lorenz verheiratet.
Sein besonderes Engagement gilt Kindern und Jugendlichen. Er veranstaltet Lesungen an Schulen und hat mit Spendenaktionen das Waldpiratencamp der Deutschen Kinderkrebsstiftung, die Stiftung kids to life und den Flüchtlingskinderfonds des Deutschen Kinderhilfswerks unterstützt.
Er ist Mitglied in dem Anfang 2016 gegründeten Phantastik-Autoren-Netzwerk (PAN) und setzt sich für eine Förderung der deutschen phantastischen Literatur und des deutschen Genrefilms ein.

## Auszeichnungen
Als Comedian (Ensemblemitglied):
- 1996: Goldener Löwe für RTL Samstag Nacht (Beste Fernsehshow)
- 1996: Romy für RTL Samstag Nacht (Beste Programmidee)
- 2023: Deutscher Fernsehpreis (Nominierung) für RTL Samstag Nacht – das Wiedersehen

Als Autor:
- 2013: Saarländischer Autorenpreis der HomBuch in der Kategorie Kinder- und Jugendbuch für Mara und der Feuerbringer
- 2015: LovelyBooks Leserpreis (3. Preis) in der Kategorie Kinderbuch für Ghostsitter: Geister geerbt
- 2016: HomBuch-Preis in der Kategorie Kinder- und Jugendbuch
- 2017: LovelyBooks Leserpreis in Silber in der Kategorie Hörbuch für Ghostsitter: Die komplette erste Staffel
- 2017: LovelyBooks Leserpreis in Bronze in der Kategorie Kinderbuch für Ghostsitter: Schreck im Spiegelkabinett

Als Regisseur und Produzent:
- 2003: Goldener Spatz für KiKA XL
- 2004: Adolf-Grimme-Preis für Idee und Realisation der Figur Bernd das Brot[26]
- 2008: Eyes & Ears Award für die Realisation der On-Air-Kampagne für Camp Rock im Disney Channel
- 2015: RPC Fantasy Award für Mara und der Feuerbringer (Film)
- 2015: New York Festivals Award in Gold für 13th Street Awareness Campaign
- 2015: PromaxBDA Europe Award in Gold und Silber für 13th Street Awareness Campaign
- 2015: Eyes & Ears Award für Jurassic Park Marathon (3 Promo-Spots) für Syfy
- 2015: Fantasy Award der Role Play Convention Jury Award für Mara und der Feuerbringer (Film)
- 2016: PromaxBDA Europe Award in Gold für Jurassic Park Airport für SyFy

Für Aufklärung und politisch/gesellschaftliche Bildung:
- 2021 EU Civil Solidarity Prize für #ferngespräch als Teil von #EuropagegenCovid19
- 2021 Kaiser-Maximilian-Preis für #ferngespräch als Teil von #EuropagegenCovid19
- 2022 European Of The Year Award von Human Europe für Tommy Krappweis und für #ferngespräch
- 2023 Europa Staatspreis für #ferngespräch als Teil von #EuropagegenCovid19

Auszeichnungen an Dritte für Projekte mit Beteiligung von Tommy Krappweis:
- 2023 CLIO Awards Bronze: Title Sequence „Kohlrabenschwarz“ an Animationsstudio Dyrdee (Idee/Script: T.Krappweis)
- 2023 Eyes & Ears Europe Silver: Title Sequence „Kohlrabenschwarz“ an Animationsstudio Dyrdee (Idee/Script: T.Krappweis)

Die bumm film GmbH war weitere vier Mal für den Goldenen Spatz nominiert: Für Rockt Das Brot (2005), Feste Feiern mit Bernd (2006), Ding Sing (2007) und die Kinder-Sketch-Show Disney Channels Comedy Crew (2006). Letztere wurde von David Gromer und Jochen Donauer geschrieben und inszeniert.
Zwei Nominierungen für den Grimme-Preis gab es 2015 für die Cartoon Network Spurensuche und für Habe die Ehre, einer Produktion für das BR Fernsehen.